# Arius acutirostris
Arius acutirostris és una espècie de peix de la família dels àrids i de l'ordre dels siluriformes.

## Morfologia
Els mascles poden assolir els 26 cm de llargària total.

## Distribució geogràfica
Es troba al riu Salween prop de Moulmein (Myanmar).